# New Canton
New Canton – miasto w Stanach Zjednoczonych, w stanie Illinois, w hrabstwie Pike.